# Saymoukda Vongsay
Saymoukda Vongsay   (Camp de refugiats Nong Khai, 1981) és una poeta, dramaturga i activista de la comunitat laosiana-estatunidenca, resident a Minnesota. Va néixer el 1981 en el camp de refugiats de Nongkhai, Tailàndia. Va rebre el seu B.A. en anglès de la Universitat de Minnesota, Morris. Ha cursat un màster en estudis liberals centrat en les polítiques públiques i el lideratge artístic i cultural a la Universitat de Minnesota.

## Escriptura i poesia
El poema guardonat de Vongsay, When Everything Was Everything (Quan tot era tot), és ensenyat per educadors d'arts lingüístiques al currículum de les escoles públiques de Saint Paul. És autora de No Regrets, una col·lecció de poemes i haikus publicada per Baby Rabbit Publishing el 2007. Els seus escrits es poden trobar a les revistes Hmong Women Write Now! Anthology, Poetry City EUA Vol. 4, Lao American Speculative Anthology, Lessons for Our Time i The Asian American Literary Review. S'han publicat treballs addicionals a la revista Altra Magazine, Journal of Southeast Asian American Education and Advancement, St. Paul Almanac, Lao American Magazine, Hmong Today, i Bakka Literary Journal.
El 2010, Vongsay va rebre el premi Alfred C. Carey inaugural en poesia de paraules parlades. Ha rebut beques del Loft Literary Center (MN / seminari en prosa), la Joyce Foundation / Alliance of Artist Communities (IL / administració d'art), la Asian Economic Development Association (MN / advocacia) i el Southeast Asia Resource Action Center (DC / polítiques públiques). Ha prestat la seva experiència en arts literàries, programació i implicació de la comunitat a organitzacions com la Smithsonian Institution (DC), el Southeast Asian Resource and Action Center (DC), Legacies of War (DC), Mines Advisory Group, Lao Assistance Center de Minnesota, la MN Historical Society, el Paj Ntaub Voice Literary Journal i el Traditional Arts and Ethnology Center de Luang Prabang, Laos.
Vongsay ha realitzat i impartit tallers d'escriptura creativa a tot els Estats Units d'Amèrica i internacionalment a Itàlia i Japó. En la seva dècada d'experiència com a poeta de paraules parlades, ha crescut enormement aprenent i compartint escenari amb Danny Solis, Laura Piece Kelley, Blitz the Ambassador, Doomtree, Bao Phi, David Mura, Kelly Tsai, Regie Cabico, Yellow Rage, Ed Bok Lee i Stacey Ann Chin, entre d'altres. Altres lectures destacades que ha organitzat inclouen Lao'd and Clear (2004) al Loft Literary Center i Operation: Gynocracy (2010) al Black Dog Cafe.
Va ser copresidenta de la primera Cimera d'escriptors laosians-americans de Minnesota el 2010, i dona suport activament a la tasca de dones escriptores i artistes laosianes per celebrar el patrimoni, la diversitat i el desenvolupament comunitari. També ha col·laborat regularment al podcast setmanal The Interpreters de la Ràdio Pública de Minesota.

## Teatre, art i cinema
Les obres de Vongsay han estat representades per Mu Performing Arts, The Unit Collective, Minnesota Fringe Festival, The Playwrights' Center i el Consortium of Asian American Theatre Artists.
Vongsay va escriure i interpretar Hmong-Lao Friendship Play / Lao-Hmong Friendship Play amb May-Lee Yang el 2015. L'aclamada obra de Vongsay, Kung Fu Zombies vs Cannibals, va ser descrita com «una innovadora èpica d'arts marcials de hip-hop» per Asian American Press i va ser nomenada «Millor producció del 2013» per la revista L'etoile Magazine.
Yellowtail Sashimi va formar part del MN Fringe Festival 2010. El 2011, Vongsay és Jerome Foundation/Mu Performing Arts' New Eyes Theater Fellow, i ha rebut una beca de les arts folklòriques i tradicionals de la Minnesota State Arts Board per estudiar narracions tradicionals de Laos. També és membre cofundadora de la Unit Collective of Emerging Playwrights of Color. El 2012 es va incorporar al consell d'administració d'Intermedia Arts i de l'Asian Pacific Endowment Fund de la Fundació St. Paul. Vongsay va ser membre del Consell Assessor del MPLS Asian Film Festival 2010, que va ser presentada per The Film Society / Minnesota Film Arts.
Va ser una artista destacada de Sulu Series en Washington DC, Filadèlfia i Nova York, un espectacle mensual en tres ciutats d'artistes asiàtics-americans emergents i consolidats, fundat per Taiyo Na.

## Compromís amb la comunitat
Vongsay ha treballat com a coordinadora de programes i consultora en projectes basats en la comunitat, anàlisi de recerca, redacció de subvencions, planificació i avaluació de programes i avaluació de la comunitat. Anteriorment, ha treballat amb l'Anchorage Urban League of Young Professionals, fent conferències i actuacions en escoles secundàries locals i a nivell universitari per instar al registre de votants i al compromís cívic. També ha servit d'enllaç entre les administracions locals i la comunitat del sud-est asiàtic en matèria de polítiques públiques en Alaska.
Vongsay és la presidenta del comitè de planificació del festival del Twin World World Refugee Day, és artista docent de COMPAS i East Side Arts Council, i forma part del consell d'administració d'Intermedia Arts, Saint Paul Almanac i Ananya Dance Theatre. Vongsay ha estat reconeguda com a creadora de canvis del 2011 per Intermedia Arts i l'oficina del governador Dayton per la seva tasca a la comunitat i les seves contribucions i lideratge en el moviment artístic de Laos de l'estat. El 2011 es va unir al Consell d'asiàtics del Pacífic minesotants com a coordinadora cultural, on va supervisar el finançament de la Legacy Act de 2008 per beneficiar les iniciatives culturals dels asiàtics del Pacífic resident als Estats Units d'Amèrica.